# Episodi di Death Valley Days (quinta stagione)
La quinta stagione della serie televisiva Death Valley Days è stata trasmessa in anteprima negli Stati Uniti d'America in syndication tra il 14 settembre 1956 e il 29 aprile 1957.
| nº | Titolo originale                 | Titolo italiano | Prima TV USA      | Prima TV Italia |
| -- | -------------------------------- | --------------- | ----------------- | --------------- |
| 1  | Faro Bill's Layout               |                 | 14 settembre 1956 |                 |
| 2  | The Bear Flag                    |                 | 21 settembre 1956 |                 |
| 3  | Pat Garrett's Side of It         |                 | 22 ottobre 1956   |                 |
| 4  | The Hidden Treasure of Cucamonga |                 | 5 novembre 1956   |                 |
| 5  | The Loggerheads                  |                 | 17 novembre 1956  |                 |
| 6  | The Rose of Rhyolite             |                 | 3 dicembre 1956   |                 |
| 7  | The Last Letter                  |                 | 8 dicembre 1956   |                 |
| 8  | Year of Destiny                  |                 | 31 dicembre 1956  |                 |
| 9  | Mercer Girl                      |                 | 7 gennaio 1957    |                 |
| 10 | California's Paul Revere         |                 | 28 gennaio 1957   |                 |
| 11 | The Trial of Red Haskell         |                 | 25 febbraio 1957  |                 |
| 12 | The Washington Elm               |                 | 4 marzo 1957      |                 |
| 13 | The Rosebush of Tombstone        |                 | 11 marzo 1957     |                 |
| 14 | The Luck of the Irish            |                 | 25 marzo 1957     |                 |
| 15 | Lady Engineer                    |                 | 1º aprile 1957    |                 |
| 16 | Train of Events                  |                 | 22 aprile 1957    |                 |
| 17 | The Man Who Was Never Licked     |                 | 29 aprile 1957    |                 |